# Syngonanthus chapadensis
Syngonanthus chapadensis är en gräsväxtart som beskrevs av Silveira. Syngonanthus chapadensis ingår i släktet Syngonanthus och familjen Eriocaulaceae. Inga underarter finns listade i Catalogue of Life.